# Campionato africano maschile di pallacanestro 1965
Il 3º Campionato africano maschile di pallacanestro FIBA si è svolto in Tunisia nel 1965. Il torneo è stato vinto dal Marocco.
I Campionati africani maschili di pallacanestro sono una manifestazione disputata dalle squadre nazionali del continente, organizzata dalla FIBA Africa, all'epoca AFABA.

## Squadre partecipanti
- Algeria
- Libia
- Marocco
- Senegal
- Tunisia

## Classifica finale
| Campione d'Africa | Campione d'Africa | Campione d'Africa |
| ----------------- | ----------------- | ----------------- |
| Marocco           |                   |                   |
| Argento           | Tunisia           |                   |
| Bronzo            | Algeria           |                   |
| 4.                | Senegal           |                   |
| 5.                | Libia             |                   |